# مورغان فيذرستون
مورغان فيذرستون (بالإنجليزية: Morgan Featherstone)‏ هي عارضة أسترالية، ولدت في 20 أكتوبر 1994 في بريزبان في أستراليا.